# Матвеев, Яков Иванович
Я́ков Ива́нович Матве́ев (1912—2001) — советский лётчик штурмовой авиации Военно-морского флота во время советско-японской войны и военачальник, Герой Советского Союза (14.09.1945). Генерал-майор авиации (22.02.1963).

## Биография
Родился 14 (27) декабря 1912 года в деревне Кузнецовка (ныне — Вяземский район Смоленской области). Из многодетной (9 детей) бедняцкой крестьянской семьи. Отец погиб на фронте первой мировой войны, потому после окончания четырёх классов сельской начальной школы Яков работал пастухом. С 1926 года жил в Москве, окончил семилетнюю школу и школу фабрично-заводского ученичества, после чего работал на полиграфическом комбинате. Также учился на заочном отделении Всесоюзного коммунистического университета имени Я. М. Свердлова. В 1932 году вступил в ВКП(б).
В июне 1932 года призван на службу в Рабоче-крестьянскую Красную Армию. Окончил Военно-теоретическую лётную школу РККА в Ленинграде, после чего его перевели из ВВС РККА в РККФ и направили учиться на морского лётчика. В 1935 году окончил Военную школу лётчиков и лётчиков-наблюдателей сухопутной и морской авиации имени Сталина в Ейске. С декабря 1935 года служил в авиации Черноморского флота лётчиком 124-й бомбардировочной авиационной эскадрильи. С января 1936 года – лётчик-испытатель в НИИ морской авиации, командир корабля морской лётно-технической станции и старший лётчик-испытатель в Научно-исследовательском институте ВМФ (при этом с октября 1937 по июль 1938 года находился в запасе, причины не известны). В 1938 году участвовал в сложном перелете Таганрог – Севастополь, за отличное выполнение задания командования в сложных метеорологических условиях командующий Черноморским флотом объявил лейтенанту Матвееву благодарность.
В ноябре 1940 года переведен на Тихоокеанский флот, где служил командиром звена, заместителем командира, командиром авиаэскадрильи в 16-м дальнеразведывательном авиационном полку. С октября 1943 года командовал звеном и эскадрильей в 26-м авиаполку, а затем переведён в 37-й штурмовой авиационный полк. Там служил и в годы Великой Отечественной войны.
Помощник по лётной подготовке командира 37-го штурмового авиаполка 12-й штурмовой авиационной дивизии ВВС Тихоокеанского флота капитан Яков Матвеев отличился во время советско-японской войны в августе 1945 года. Под его руководством 9 и 10 августа выполнены 3 боевых вылета ударных штурмовых групп полка на уничтожение японских транспортных кораблей в порту Юки (ныне — Унги, КНДР). Потопил лично 2 японских транспорта, а возглавляемые им группы штурмовиков — 7 транспортов.
Указом Президиума Верховного Совета СССР от 14 сентября 1945 года за «образцовое выполнение заданий командования на фронте борьбы с японскими милитаристами и проявленные при этом отвагу и геройство» капитану Якову Ивановичу Матвееву присвоено звание Героя Советского Союза с вручением ордена Ленина и медали «Золотая Звезда» за номером 7150.
После окончания войны Матвеев продолжил службу в ВМФ СССР. Вскоре после войны стал командиром 37-го гвардейского штурмового авиаполка ВВС ТОФ (гвардейское звание присвоено полку 22 августа 1945 года), затем был помощником командира 3-й минно-торпедной авиационной дивизии ВВС 5-го ВМФ и командиром 69-го отдельного разведывательного авиационного полка ВВС 8-го ВМФ на Балтийском море. В 1952 году окончил Военно-морскую академию имени К. Е. Ворошилова. Освоил несколько типов реактивных самолётов. Продолжил службу заместителем начальника по лётной подготовке 93-го военно-морского авиационного училища лётчиков первоначального обучения. С 1959 по 1969 годы — заместитель командующего авиацией Балтийского флота по тылу — начальник тыла ВВС Балтийского флота. В сентябре 1969 года в звании генерал-майора авиации Я. И. Матвеев уволен в запас. 
Проживал в Калининграде, затем в Санкт-Петербурге.
Скончался 25 августа 2001 года, похоронен на Казанском кладбище Пушкина.

## Награды
- Медаль «Золотая Звезда» Героя Советского Союза (14.09.1945)[10]
- Орден Ленина (14.09.1945)
- Два ордена Красного Знамени (13.08.1945, 21.08.1953)
- Орден Отечественной войны 1-й степени (11.03.1985)
- Два ордена Красной Звезды (24.06.1948, 29.04.1957)
- Медаль «За боевые заслуги» (3.11.1944)
- Ряд медалей СССР и России[2]
- Почётный гражданин Вязьмы (6.06.1995)
- Медаль «За освобождение Кореи» (КНДР, 1948)